# Tolkien Black
Tolkien Black, voorheen ook wel Token Williams is een personage uit de animatieserie South Park. In tegenstelling tot de meeste stereotypes Afro-Amerikaanse inwoners is Tolkiens familie de rijkste die in South Park te zien is. Tot seizoen 8 was zijn naam Token Williams, maar in de aflevering "Quest for Ratings" wordt zijn achternaam veranderd in Black. In seizoen 25, aflevering 2 "The Big Fix" wordt duidelijk dat de spelling van zijn naam Tolkien is.
Sinds seizoen 6 worden Tolkien en andere klasgenoten van de hoofdrolspelers nadrukkelijker in beeld gebracht. Racisme is veelal een thema rondom Tolkien, sinds Chef dood is zijn Tolkien en zijn ouders de enige Afro-Amerikanen in South Park.
Tolkien kan goed basgitaar spelen wat te zien is in aflevering Christian rock hard, nadat Cartman hem vertelde dat hij het kan omdat hij zwart is. Dit is slechts een van de vele racistische stereotypen die Cartman uit in de betreffende aflevering.
Tolkien kan ook getypeerd worden als het figuur dat zich het minste aantrekt van Cartmans manipulatie, na Kyle en Stan. Dit komt vooral omdat hij altijd rustig blijft en Cartman dikwijls negeert.